# Mount Balch
Mount Balch ist ein Berg an der Graham-Küste des Grahamlands auf der Antarktischen Halbinsel. An der Westseite der Kiew-Halbinsel ragt er unweit der Waddington Bay zwischen Mount Peary im Osten, Mount Mill im Westen, dem Wiggins-Gletscher im Norden und dem Bussey-Gletscher im Süden auf. Er besitzt mehrere scharfgratige und ostwestlich ausgerichtete Berggipfel, dessen höchster eine Höhe von 1105 m erreicht.
Entdeckt wurde er bei der Fünften Französischen Antarktisexpedition (1908–1910) unter der Leitung Jean-Baptiste Charcots. Charcot benannte den Berg nach Edwin Swift Balch (1856–1927), US-amerikanischer Bergsteiger, Glaziologe und Antarktishistoriker.